# アル・フーラ
アル・フッラ(アラビア語: الحرة、al-hurra) は、アメリカ合衆国のバージニア州に拠点を置くアラブ諸国向けのアラビア語衛星テレビ放送。アル・フッラは「自由なもの」と言う意味。
アメリカ政府に反米的と見なされているアルジャジーラなどのアラブメディアに対抗する形で、「正確でバランスのとれた報道」を伝えるべく（一般にはアメリカの利害に沿った報道を伝えるためと言われる事が多い）、2004年2月14日に放送を開始した。そのため、広告ではなくアメリカ当局の財政支援によって支えられている。但し、アラブ諸国の民衆から見たアメリカから送られる情報の信憑性は低く、あまり視聴者に支持されていない。視聴率などでもアルジャジーラに及ばず、設立の目的が達成されているとは言い難い。